# 侍卫 (清朝)

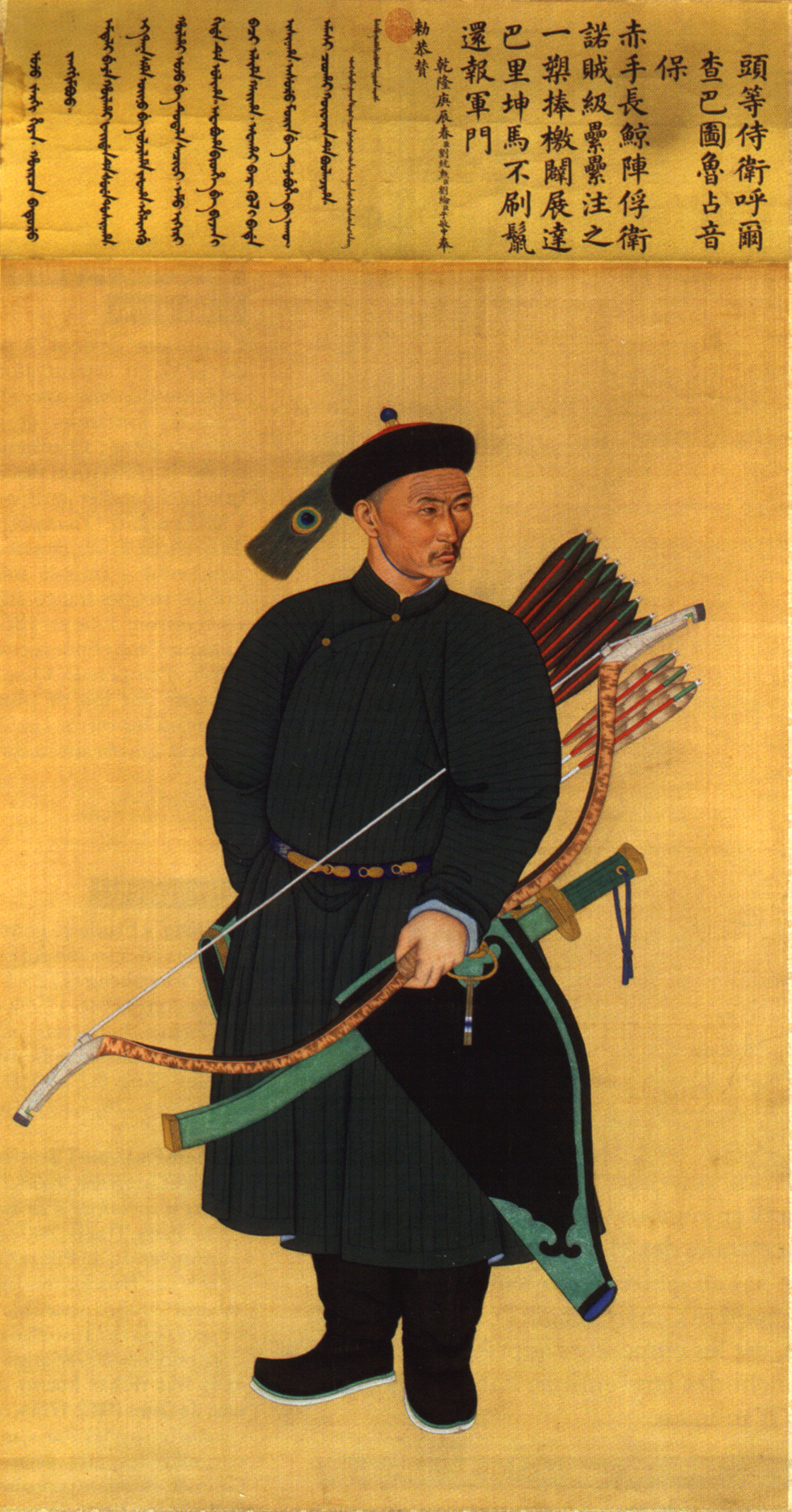
十八世纪末的一名侍卫

侍卫（穆麟德轉寫：hiya，或以滿語直接音譯為蝦、轄），是清朝隸屬於侍衛處（又稱領侍衛府）的武職官名。
侍衛由侍衛處為管理機關，掌管宿衛皇宮、隨扈皇帝、導領引見大臣、稽查人員出入等事。
侍衛以外，紫禁城各處、宮苑內外宿衛、隨扈之兵力由親軍營、護軍營、前锋營、三旗包衣前鋒營、三旗包衣護軍營、圓明園八旗內務府三旗護軍營承擔。
侍衛是八旗功臣勳貴、外戚後代等得以於二品至四品間快速升轉的捷徑，侍衛體系為皇帝側近，如辦事獲皇帝注意賞識，便有機會快速升遷或對品補放在京高級文武職官、外省封疆大吏、西北駐劄大臣，或於戰時出征、統兵領隊。
侍衛皆屬上三旗籍（鑲黃旗、正黃旗、正白旗），如由下五旗及漢人（民人）出身者，須暫時附籍於上三旗，占上三旗侍衛員額。

## 職級員額
一、二、三等及藍翎侍衛共570人。

### 隨印協理事務侍衛班領
即協理事務侍衛班領，又稱續辦事章京，正三品，12人。

### 侍衛班領
侍衛班領，或稱侍衛領班，正四品，12人；署班領（副班領）24人。

### 侍衛什長
侍衛什長，79人，其中宗室9人，都自侍衛內揀選引見兼授。

### 一等侍衛
一等侍衛，又稱頭等侍衛，正三品。60人，每旗各20人；另宗室缺一等9人，每旗各3人。
一等侍衛缺出，於二等侍衛內揀選補放。

### 二等侍衛
二等侍衛，正四品。150人，每旗各50人；另宗室缺二等18人，每旗各6人。

### 三等侍衛
三等侍衛，正五品。270人，每旗各90人；另宗室缺三等63人。旗各21人。

### 藍翎侍衛
藍翎侍衛，正六品，90人，每旗各30人。

### 四等侍衛
四等侍衛，從五品，無員限。

### 御前侍衛
御前侍衛，由各品級侍衛中「貴戚或異材」之勳戚、宗室等滿洲旗人揀選，在內廷（乾清門至神武門）近御行走，由御前大臣統轄，與乾清門侍衛合稱「內班侍衛」。

### 乾清門侍衛
乾清門侍衛，由各品級侍衛揀選，在內廷的乾清門輪值，「在乾清門行走」，由御前大臣統轄，與御前侍衛合稱「內班侍衛」。

### 大門侍衛
大門侍衛，由各品級侍衛揀選，在外廷的太和門輪值，「在太和門行走」，由領侍衛內大臣、內大臣統轄，又稱「外班侍衛」。

### 漢侍衛
雍正五年（1727年）始制定漢侍衛制。漢侍衛主要由武進士授職，不定額：狀元授一等侍衛，榜眼、探花授二等侍衛，二甲授三等侍衛，三甲授藍翎侍衛。漢侍衛得選充外班侍衛，不得入內廷，僅嘉慶朝楊芳特授御前侍衛。

## 兼充職
侍衛人員內並隸屬於尚虞備用處36人，善撲營、鑾儀衛無常額，內務府上駟院24人，養鷹狗處9人，武備院、御茶膳房無常額，都由侍衛處撥用兼充辦事。
烏里雅蘇臺將軍轄區（外蒙古）、伊犁將軍轄區（新疆）各處駐劄大臣，亦多由皇帝於親信侍衛簡放差派，以侍衛原官兼充。

### 卡倫侍衛
烏里雅蘇臺將軍轄區（外蒙古）、伊犁將軍轄區（新疆）各處卡倫，設卡倫侍衛，由侍衛處各等侍衛受挑選差遣戍守，各以原職品秩兼充，任期三年，因遙遠勞苦，按例皆有賞賜。任滿後該處主管之駐防將軍、駐劄大臣得酌予保舉。
- 烏里雅蘇臺9人。
  - 科布多2人。
- 伊犁12人。
  - 烏魯木齊3人。
  - 塔爾巴哈臺12人。
- 喀什噶爾13人。乾隆二十六年（1761年）設15人，三十五年（1770年）移駐塔爾巴哈臺2人。
  - 烏什、阿克蘇11人。烏什另護送伯克侍衛1人。
  - 葉爾羌13人。乾隆二十六年（1761年）設15人後減2人。

另有部分領催、委署前鋒校賞給七品或六品頂戴在卡倫侍衛上行走者無定額。

## 知名侍衛出身者
- 王輔臣（？－1681年），由御前侍衛官至太子太保、靖寇將軍，封三等子，因叛附三藩之亂畏罪自殺。
- 三泰（？－1758年），石氏，石廷柱之玄孫，由藍翎侍衛官至戶部左侍郎兼軍機大臣，
- 明亮（1736年－1822年），沙濟富察氏，由藍翎侍衛官至太子太保、武英殿大學士、兵部尚書，爵封三等襄勇侯，孝賢純皇后姪、履親王允祹女婿。卒諡文襄，入祀賢良祠。
- 哈哴阿，瓜爾佳氏，額勒登保之侄，以一等威勇侯授二等侍衛，官至領侍衛內大臣。
- 左炘（？－1851年），以勳戚子弟授三等侍衛，官至兩廣督標左營參將，於廣西與太平軍交戰陣亡，諡壯毅，入祀京師昭忠祠。
- 長壽 (瓜爾佳氏)（？－1852年），烏喇瓜爾佳氏，由廕生授藍翎侍衛，官至甘肅涼州鎮總兵，於廣西與太平軍交戰陣亡，贈提督銜，諡勤勇，祀廣西昭忠祠。榮祿之父。

### 引用
1. 1 2  朱金甫、張書才編，《清代典章制度辭典》，（北京：中國人民大學出版社，2011年7月，國家清史編纂委員會工具書叢刊），第385頁。
2. 1 2  《清史稿》，卷117，志九十二，職官四，武職。
3. ↑  Rawski 1998，第82頁.
4. ↑  Elliott 2001，第81頁.
5. 1 2 3 4  陳章，〈清代侍衛等級新探〉，載《香港中文大學中國文化研究所學報》第63期（香港：香港中文大學，2016年7月），頁123至148。
6. 1 2 3 4 5 6 7 8  《欽定皇朝通典》卷三十一，職官九，領侍衛內大臣。
7. ↑  《欽定八旗通志》，卷五十二。
8. ↑  國立故宮博物院圖書文獻館藏《軍機處檔摺件》第166103號，花翎副都統科布多辦事大臣錫恒〈奏為卡倫侍衛三年期滿請給獎由〉。
9. ↑  《欽定皇朝通典》卷三十七，職官十五，新疆各官。